# Chunwon
Il Chunwon (coreano: 천원전; hanja: 天元戰) è stata una competizione goistica sudcoreana, disputata in 19 edizioni annuali tra il 1996 e il 2014 in sostituzione della Baccus Cup. Essendo il Chunwon l'equivalente del Tengen giapponese, il vincitore otteneva il diritto di sfidare il vincitore della competizione cinese Tianyuan nel Tengen Cina-Corea dell'anno successivo.

## Modalità
Il torneo prevedeva una qualificazione preliminare, per determinare 12 dei 16 partecipanti al torneo a eliminazione diretta; gli altri quattro partecipanti erano i semifinalisti dell'edizione precedente. La finale si disputava al meglio delle tre partite (cinque fino al 2010). Nei preliminari il tempo a disposizione di ciascun goista era di 3 ore, che diventavano 4 nel torneo a eliminazione diretta e 5 nella finale. La borsa del vincitore era di 20,000,000 won ($17,000).

## Albo d'oro
| Edizione | Anno | Vincitore      | Punteggio | Finalista        |
| -------- | ---- | -------------- | --------- | ---------------- |
| 1        | 1996 | Yoo Chang-hyuk | 3-2       | Cho Hun-hyun     |
| 2        | 1997 | Lee Chang-ho   | 3-0       | Choi Myung-hoon  |
| 3        | 1998 | Lee Chang-ho   | 3-1       | Choi Myung-hoon  |
| 4        | 1999 | Lee Chang-ho   | 3-0       | Seo Bong-soo     |
| 5        | 2000 | Lee Se-dol     | 3-0       | Yoo Jae-hung     |
| 6        | 2001 | Park Yeong-hun | 3-1       | Yoon Seoung-hyun |
| 7        | 2002 | Song Tae-kon   | 3-2       | Cho Hun-hyun     |
| 8        | 2003 | Choi Cheol-han | 3-1       | Won Seong-jin    |
| 9        | 2004 | Choi Cheol-han | 3-0       | An Dal-hun       |
| 10       | 2005 | Ko Geun-tae    | 3-2       | Park Yeong-hun   |
| 11       | 2006 | Cho Han-seung  | 3-1       | Lee Se-dol       |
| 12       | 2007 | Won Seong-jin  | 3-1       | Kang Dong-yun    |
| 13       | 2008 | Kang Dong-yun  | 3-2       | Lee Se-dol       |
| 14       | 2009 | Park Jung-hwan | 3-0       | Kim Ji-seok      |
| 15       | 2010 | Choi Cheol-han | 3-0       | Lee Tae-hyun     |
| 16       | 2011 | Choi Cheol-han | 2-1       | Yun Jun-sang     |
| 17       | 2012 | Park Yeong-hun | 2-0       | Choi Cheol-han   |
| 18       | 2013 | Park Jung-hwan | 2-0       | Choi Cheol-han   |
| 19       | 2014 | Na Hyun        | 2-0       | Shin Min-jun     |